# Gonomyia condensa
Gonomyia condensa är en tvåvingeart som beskrevs av Alexander 1938. Gonomyia condensa ingår i släktet Gonomyia och familjen småharkrankar. Inga underarter finns listade i Catalogue of Life.